# Semiprim
În matematică, un număr semiprim este produsul a două  numere prime. De exemplu numărul 6 este semiprim deoarece este egal cu produsul a 2 numere prime: 2 x 3.
Numerele semiprime mai mici decât 100 sunt:
4, 6, 9, 10, 14, 15, 21, 22, 25, 26, 33, 34, 35, 38, 39, 46, 49, 51, 55, 57, 58, 62, 65, 69, 74, 77, 82, 85, 86, 87, 91, 93, 94 și 95.
Numerele semiprime care nu sunt pătrate perfecte se numesc semiprime discrete. Numerele semiprime discrete mai mici decât 100 sunt:
6, 10, 14, 15, 21, 22, 26, 33, 34, 35, 38, 39, 46, 51, 55, 57, 58, 62, 65, 69, 74, 77, 82, 85, 86, 87, 91, 93, 94, 95.

## Formulă de calcul
O formulă de calcul a numerelor semiprime a fost descoperită de E. Noel și G. Panos în 2005.
Fie {\displaystyle \pi _{2}(n)} numărul de semiprimi ≤ n. Atunci 
{\displaystyle \pi _{2}(n)=\sum _{k=1}^{\pi ({\sqrt {n}})}[\pi (n/p_{k})-k+1]}
unde {\displaystyle \pi (x)} este funcția de distribuție a numerelor prime și {\displaystyle p_{k}} este al k-lea număr prim.

## Aplicații
În 1974, mesajul Arecibo a fost trimis cu un semnal radio îndreptat către un grup de stele. Acesta a fost format din {\displaystyle 1679} cifre binare destinat a fi interpretat ca o imagine bitmap {\displaystyle 23\times 73} . Numărul {\displaystyle 1679=23\cdot 73} a fost ales deoarece este semiprim și, prin urmare, poate fi aranjat într-o imagine dreptunghiulară doar în două moduri distincte (23 de rânduri și 73 de coloane, sau 73 de rânduri și 23 de coloane).